# Gadsby (roman)
Pour les articles homonymes, voir Gadsby.
Gadsby est un roman d'Ernest Vincent Wright (en) écrit en 1939. C'est un lipogramme, et dans ce roman, aucun mot ne contient la lettre « e ». L'intrigue tourne autour d'une ville fictionnelle qui se dégrade appelée Branton Hills. La ville devient plus accueillante grâce aux efforts du protagoniste John Gadsby et du groupe de jeunes qu'il dirige.
Bien qu'autoédité et peu remarqué lors de sa sortie, ce livre adoré par les fans de littérature à contraintes est très recherché par les collectionneurs. D'autres éditions du livre comportaient le sous-titre 50,000 Word Novel Without the Letter "E", ce qui se traduit par : le roman aux 50 000 mots sans la lettre "E". En 1968, le roman entre dans le domaine public aux États-Unis faute de renouvellement des droits d'auteurs la 28e année suivant la publication du livre.

## Qualité lipogrammatique
Les 50 110 mots du roman ne contiennent pas un seul e. Dans l'introduction de Gadsby, Wright a expliqué que la principale difficulté était de devoir éviter le suffixe « -ed » des verbes aux temps du passé. Il ne s'est servi que des verbes ne prenant pas le suffixe -ed au passé ainsi que des constructions avec « do » (par exemple « did walk » au lieu de « walked »). Le manque de choix des mots a aussi grandement limité les discussions incluant des quantités, des pronoms, et beaucoup de simples mots. Wright ne pouvait pas parler de quantités entre six et trente. Un article du périodique littéraire Word Ways a expliqué que 250 des 500 mots les plus communs de la langue anglaise lui étaient encore disponibles malgré l'omission des mots comportant un e.
Wright a utilisé des abréviations de temps en temps, mais uniquement si la forme complète ne comportait pas de "e", comme « Dr. » (Doctor) et « P.S. » (postscript) qui pourraient fonctionner mais pas « Mr. » (Mister).
Wright a aussi reformulé des phrases célèbres afin de rentrer dans la forme lipogrammatique. Au lieu de la phrase originale de William Congreve, « Music has charms to soothe a savage breast », la musique, dans le roman, « hath charms to calm a wild bosom. » La phrase de John Keats « a thing of beauty is a joy forever » devient « a charming thing is a joy always. »

## Histoire et structure
John Gadsby, un quinquagénaire, est alarmé par le déclin de sa ville natale, Branton Hills, et rassemble les jeunes de la ville pour former une "Association de la Jeunesse" afin d'instaurer un esprit civique et améliorer les conditions de vie à Branton Hills. Gadsby et sa troupe de jeunes, malgré une certaine opposition, transforment Branton Hills, passant d'une ville terne à une ville animée et prospère. Vers la fin du roman, les membres de l'association de Gadsby reçoivent un diplôme en récompense de leur travail. Gadsby devient le maire participe à l'augmentation de la population de Branton Hills, passant de  2 000 à 60 000 habitants.
L'histoire commence vers 1906 et continue pendant la Première Guerre mondiale, la Prohibition, et le mandat du président Warren G. Harding. Gadsby est divisé en deux parties. La première partie (environ un quart de la longueur du roman) relate exclusivement l'histoire de la ville de Branton Hills et la place qu'occupe John Gadsby en son sein. La seconde partie du livre consacre plus de temps à l'étoffement des autres personnages de la ville.
Le roman est écrit du point de vue d'un narrateur anonyme, qui se plaint sans cesse de son piètre niveau d'écriture et qui se sert souvent de la périphrase. Par exemple, le narrateur explique qu'en écrivant une telle histoire, qui plus est, avec la contrainte indiquée dans l'introduction, il se peut qu'à l'occasion se trouve une irrégularité dans le roman. S'ensuit une phrase où il explique que le lecteur doit garder en tête qu'il omet volontairement les mots contenant la lettre « e » qui est la plus commune dans la langue anglaise actuelle.

## Publication et composition
Wright aurait travaillé sur ce manuscrit pendant plusieurs années. Bien que l'année de publication officielle soit 1939, il était possible de trouver dans la rubrique humoristique de journaux des références au manuscrit du roman sans « e » des années plus tôt. Avant la publication du roman, il a souvent fait référence à ce dernier sous le nom Champion of Youth. En octobre 1930, lorsque Wright vivait près de Tampa, en Floride, il envoya une lettre au journal The Evening Independent, se vantant qu'il avait fait un beau travail lipogrammatique, et a suggéré de faire concourir son texte à une compétition de lipogrammes, avec 250 dollars pour le gagnant. Son travail n'était pas à la hauteur.
Wright eut du mal à trouver un éditeur pour son livre, et a fini par se tourner vers Wetzel Publishing Co., une entreprise d'auto-édition. Un message sur le blog Bookride ayant pour sujet les livres rares datant de 2007 a expliqué qu'un entrepôt contenant les copies de Gadsby brûla peu après l'impression du livre, détruisant « la plupart des copies du roman au destin tragique. » Le message du blog indiquait que le livre n'a jamais été refait « et maintenu en vie uniquement grâce aux efforts de quelques intellos français avant-gardistes et de divers connaisseurs du spécial, de l'étrange et du loufoque. » La rareté et l'étrangeté du livre fait qu'il vaut entre 4 000 et 7 500 dollars pour une copie originale pour un vendeur de livres rares. Wright mourut en 1939, année de la publication du livre.
En 1937, Wright a dit qu'écrire ce livre était un défi et l'auteur de l'article relatant le travail de Wright pour le journal The Oshkosh Daily recommandait d'écrire des lipogrammes pour les insomniaques chroniques. Wright a expliqué dans l'introduction de Gadsby que « cette histoire a été écrite non pas pour essayer d'acquérir un quelconque mérite littéraire, mais à cause d'un certain entêtement qui tire ses origines des personnes proclamant trop souvent que “c'est quelque chose d'impossible à faire”". Il expliqua qu'il avait bloqué la touche "e" de sa machine à écrire en tapant le manuscrit final. "J'ai fait cela afin qu'aucune voyelle ne vienne s'y glisser, même accidentellement; et beaucoup ont essayé de le faire ! » Et, à vrai dire, l'impression de 1939 de la Wetzel Publishing Co. contenait quatre de ces erreurs : le mot the aux pages 51, 103 et 124, ainsi que le mot officers de la page 213,,,.

## Réception et influence
Un article de 1937 du journal The Oshkosh Daily écrit en lipogramme affirmait que le manuscrit était « incroyablement lisse. Pas d'interruptions. Une continuité dans l'histoire et une clarté presque traditionnelle. » The Village Voice a écrit à propos de Gadsby dans sa rubrique humoristique. L'auteur Ed Park a imité le style de Wright pour plaisanter, en écrivant lui aussi un court lipogramme omettant le "e" : « Lipogram aficionados—folks who lash words and (alas!) brains so as to omit particular symbols—did in fact gasp, saying, 'Hold that ringing communication tool for a bit! What about J. Gadsby?' » David Crystal, l'hôte du programme linguistique de la BBC Radio 4 appelé English Now, l'a qualifié de « travail probablement le plus ambitieux jamais réalise dans ce genre. »
La Disparition est un roman lipogrammatique français en partie inspiré de Gadsby qui omet également la lettre "e" et est, aussi, long de 50 000 mots. Son auteur, Georges Perec, apprit l'existence du livre de Wright par un de ses amis d'Oulipo, un groupe international de littérature à contrainte. Perec était conscient, de par le manque de succès de Wright, que la publication d'un tel travail « était une prise de risque », celle de tomber dans l'oubli, tout comme Gadsby En clin d'œil à Wright, La Disparition contient un personnage nommé Lord Gadsby V. Wright, un tuteur du protagoniste Anton Voyl. De plus, une citation attribuée à Voyl dans La Disparition provient en fait de Gadsby.
Trevor Kitson a écrit, dans le journal néo-zélandais Manawatu Standard en 2006, qu'il avait été tenté d'écrire un petit lipogramme après avoir vu le livre de Wright. Son essai lui a donné une idée de la difficulté du travail de Wright, mais il fut moins impressionné devant le travail terminé. « Je dois dire que le livre me laisse dans un état de non-fascination (pour citer Dave Lister dans Red Dwarf) », commenta Kitson. « Il a l'air totalement mièvre (non pas qu'il utilise ce mot, bien sûr) et parle surtout d'enfants très américains qui vont à l'église et se marient. » Le livre de Douglas Hofstadter, Le Ton beau de Marot, cite des extraits de Gadsby à titre d'exemple.